# Kronologija
Kronologija (povijesna kronologija ili primijenjena kronologija; grč. Xρόνος, Krónos =vrijeme) pomoćna je povijesna znanost koja objašnjava sustave računanja vremena u prošlosti. Ona je dio diplomatike jer se pojedini dokument može podvrći diplomatičkoj kritici tek kada ga smjestimo u vrijeme i mjesto njegova postojanja.

## Općenito
Kronologija je znanstvena disciplina koja se bavi određivanjem vremena u kojem se zbio neki događaj ili niz događaja.
Kronologija može biti relativna kada se događaji smještaju prema međusobnom odnosu ili apsolutna - kada se događaji smještaju prema točno određenom datumu. 
U nedostatku pisane povijesti, sa svojim kronikama i listama kraljeva, u arheologiji se razvijaju relativne kronologije koje se temelje na tehnikama izrade artefakate i njihovom stilu.
U uspostavljanju apsolutne kronologije, koriste se razne tehnike datiranja (metoda radioaktivnog ugljika (C14 metoda); kalij-argon metoda, metoda termoluminiscencije, dendrokronologija i sl.)
Podjedla vremena na određene jedinice nastala je na temelju zapažanja kretanja nebeskih tijela i njihova međusobnog odnosa - Sunca, Zemlje i Mjeseca.
Stalnu kalendarsku praksu iziskivao je svakodnevni život, a osobito ratarstvo jer je obrada zemlje ovisila o stalnim cikličkim promjenama, pa su ljudi morali točno znati kada treba obavljati određene radove na polju. Također, kalendar je u najužoj vezi s vjerskim i religijskim potrebama.
Pitanje kalendara u srednjem vijeku bilo je veoma komplicirano. Tu je bila prava zbrka u kojoj su se jedva mogli snaći i stručnjaci. Iz tog razloga je shvatljivo da se u sipravama mnogi elementi često netočno upotrijebljeni.
Sustav računanja se razlikovao u pojedinim zemljama. Čak se ta ralika nalazila i u susjednim gradovima. Razni sustavi računanja vremena su se upotrebljavali i u jednom gradu. Tako je i u Zadru gdje se upotrebljavao stil inkarnacije (početak nove godine 25. ožujka), mletački stil (1. ožujka) i božićni stil (25. prosinca)
Srednjovjekovni sastavljači kalendara (komputisti) zbog potpunog nesklada koji je vladao u datiranju vremena primjenjivali su najrazličitije metode. U ispravama uglavnom nalazimo osnovne vremenske jedinice: dan, tjedan, mjesec i godinu.
Pitanje godine u prosšlosti je bilo najzamršenije. Prvo je trebalo utvrditi otkada treba početi brojiti godine. Potom kada počinje nova godina.
U svezi s prvim pitanjem nastale su razne ere. U svezi drugog pitanja razni stilovi.
Zbog nejedinstvenosti u računanju vremena javljaju se elementi datuma koji služe njegovu provjeravanju. To su indikcije, epakte i konkurente.
Kao osnovni elementi u datumu su dan, mjesec i godina.

## Era - počeci brojanja godina
Da bi mogli fiksirati kad se nešto dogodilo, ljudi su bili prisiljeni da u vječnom trajanju izaberu jednu početnu točku prema kojoj će stavljati u odnos sve događaje nastale nakon toga izabranog početka vremena. Ta početna vremenska točka je u svezi s vjerskim shvaćanjem ili s nekim iznimnim povijesnim događajem. Iz početnog računanja vremena nastali su pravi sustavi. Ti sustavi brojanja duljeg niza godina od utvrđenog početka kronologija naziva erom

### Era olimpijada
Potječe iz stare Grčke.
Svečanost olimpijada je počinjala prvog uštapa nakon ljetnog solsticija. Olimpijada se sastoji od cikusa od četiri godine. Olimpijska era počinje brojiti godine od 1. olimpijade, tj. od 1. srpnja 776. prije Krista. Taj je sustav uveo povjesničar iz Sicilije Timej i može se reći da su se njim služili issključivo povjesničari i kronografi. S prestankom olimpijskih igara 393. godine prestaje upotreba olimpisjke ere.

### Era Ab Urbe Condita
Rimljani su počeli brojiti godine od osnutka grada Rima. Po VaronuRim je osnovan 21. travnja 753, a po Katonu to je bilo 21. svibnja 752. prije Krista. Rimska se era nije upotrebljavala u privatnom životu, već su se njome služili samo povjesničari.

### Era konzula (Annus Consularis)
U političkom životu Rimljani su se najčešće služili tzv. konzularnom godinom. Nakon 153. g. prije Krista konzuli su se mijenjali 1. siječnja. Posljednji je konzul na Zapadu bio Paulinus 534. godine, a na istoku Basilius 541. Posljednji put datirano je po konzulima pismo pape Sergija III. 904. godine.

### Carska era
Uvodi je car Justinijan I. Veliki godine 537. naredbom da se dokumenti moraju datirati po godinama vladanja careva računajući od dana krunidbe. Tom se erom služi i kancelaarija ugarsko-hrvatskih kraljeva. 
Povodeći se za carevima i pape - od Hadrijana I. 781. godine - uvode način datiranja po godini pontifikata (annus pontificatus) računajući od dana krunidbe pape. Do tada su literae apostolicae bile datirane po konzulima i godini vladanja bizantskog cara.

### Carigradska ili Bizantska era
Najprije se počela upotrebljavati u Bizantu u 7. stoljeću. 
Po toj eri godine se računaju "od stvorenja svijeta" (ab orbe conditio). Početak te ere datira 1. rujna 5508. godine prije Krista. Pri preračunavanju datuma bizanstke ere u našu postupa se:
- Ako preračinavamo datum počevši od 1. rujna do zaključno 31. prosinca od navedene godine po eri "od stvorenja svijeta" treba oddbiti 5509.
- Ako preračunavamo datum počevši od 1. sijeečnja do zaključno 31. kolovoza, od navedene godine po eri "od stvorenja svijeta" treba oddbiti 5508.

### Židovska era
Židovi datiraju dokumente po godini "stvaranja svijeta". Po njihovoj eri svijet je stvoren u 3760. godini prije Krista.

### Era Hidžre ili Muhamedanska era
Ova era se računa prema seobi (arap. hidžret - seoba) Muhameda u Medinu. Početak se računa od prvog dana arapske mjesečeve godine, tj. od petka 16. srpnja 622. godine.(Mjesečeva godina je kraća od sunčeve)

### Kršćanska era (Aera Vulgaris)
Početak se ove ere računa po Kristovom rođenju. Njezin je začetnik učeni rimski opat i vrstan kanonista i komputista Dionizije Mali, inače Skit koji je po nalogu pape 525. proširio i dopunio uskrsne tablice. Kao početnu točku svog računanja uzeo je 1. siječnja 754. po Varonovoj eri, kada se po njegovu računanju rodio Krist.
Ta se era počela upotrebljavati u javnim aktima u Italiji već u 6. stoljeću. Njezinoj proširenosti je osobito pridonio učeni engleski redovnik Beda Venerabilis (sv. Beda Časni) koji ju je uveo u Englesku 775. Najprije je počinju upotrebljavati kroničari i povjesničari. Proširenju ove ere pridonijela je karolinška kancelarija.
Naša najstarija isprava, ona Trpimirova iz 852., datirana je prema vladanju kraljeva. Međutim, već od Muncimirove isprave iz 892. koristi se kršćanska era, te je od tada kod nas to jedina era po kojoj su datirani svi naši srednjovjekovni dokumenti i isprave.
U Srednjem vijeku je bilo i drugih era - Aleksandrijska, španjolska...

## Početak godine -stilusi
Poseban je kronološki problem početak godine. U srednjem vijeku se tome različito pristupalo. Ti raszličiti načini računanja početka godine se zovu stilovi.

### Stilus Circumcisionis (Stilus communis)
To je naš današnji stil. Početak godine po ovom stilu je 1. siječanj, preuzet je od Rimljana kao početni dan Julijanske, a i Gregorijanske godine. 1. siječnja je u katoličkom kalendaru Obrezanje Kristovo – Circumcisio Domini. Od VII. stoljeća ovaj stilus dobiva sve više prostora u raznim kancelarijama, a ulazi i u privatni život. Papa Inocent XII. i službeno bulom uvodi ovaj stilus 1691.

### Mos Venetus
Početak godine 1. ožujka bio je u praksi Rimljana prije Julijanskog kalendara. U Francuskoj od VI. do VIII. stoljeća. U Rusiji do XIII. stoljeća, a u Veneciji do propasti Mletačke republike 1797. Taj stilus se zbog duge tradicije u Veneciji nazivao i Mos Venetus ili Stilus Venetianus. U upotrebi je bio u službenim aktima, dok se u notarskim bilješkama zadržao stilus incarnatius. U drugoj polovici XII. stoljeća uveden je u Dalmaciji i vladao je do 30-tih godina XIII. stoljeća, kada je uvedena datacija s 25. ožujkom kao početkom godine. Početkom XV. stoljeća je ponovno uveden Stilus Venetianus. Za našom godinom kasni dva mjeseca. 

### Stilus Annuntiationis (Stilus Incarnationis, Stilus Mariae)
Kršćanski blagdan 25. ožujka je Navještenje Gospodnje. Stilus se zato i zove Stilus Annuntationis ili Stilus Mariae.  Postoje dva calculusa i to calculus Florentinus i calculus Pisanus. 
- Calculus Florentinus (Firentinus) se računa od 25. ožujka prve godine Kristovog rođenja.
- Calculus Pisanus od 25. ožujka prve godine prije Kristovog rođenja tj. od dana njegovog začeća. Zbog toga je nazvan i Stilus Incarnationis.

Oba računanja su se održala do 1749. godine, u Engleskoj od 1752. godine. U Zadru se najduže zadržao pa je poznat kao Usus Iadertinus. U Galiji i Engleskoj je bio zastupljen ovaj stilus jer se vjerovalo da je prvi dan svijeta Navještenje Gospodnje, Isusovo začeće i njegova smrt padaju istog dana 25. ožujka. Taj običaj potiče prije Alkuinove reforme liturgijskog kalendara, kada je uskrs bio fiksnog datuma – 27. ožujka. Kod nas se koristio samo u Zadru i Trogiru

### Stilus Gallicus
Ovaj stilus je bio raširen u Francuskoj od XI. stoljeća pa sve do 1563. godine. Zato se i naziva Stilus Gallicus. Po ovom stilusu Nova godina pada na Uskrsnu nedjelju koja je padala u nedjelju u razmaku od 22. ožujka do 25. travnja. Znači Nova godina pada od prvog datuma kada može biti najranije Uskrs pa do zadnjeg datuma u koji može da padne Uskrs.

### Stilus Byzantinus
U ovom stilusu godina počinje 1. rujna. Koristio se u Bizantu i u zemljama koje su bile pod utjecajem Bizanta, kao što su Rusija, Bugarska, Srbija. U južnoj Italiji se održao do XVI. stoljeća.

### Stilus Nativitatis
Datiranje dokumenata po danu rođenja Isusa Krista, Božića – 25. prosinca, bila je najraširenija pojava u srednjem vijeku. Znači, godina je počinjala 25. prosinca. 
U najvećem dijelu srednjeg vijeka se računalo po ovom stilu. Gotovo u svim dalmatinskim gradovima osim u vrijeme bizantske vladavine Dalmacijom. U Zadru je upotrebljavan stilus incarnationis, u ostalim dalmatinskim gradovima od prvih desetljeća XIII. stoljeća se upotrebljavao stilus nativitatis. U Hrvatskoj je stilus nativitatis upotrebljavan još mnogo ranije (oko XI. stoljeća)
Ovaj stilus je bio najrašireniji u Dalmaciji i Hrvatskoj. Jedino se u Dubrovniku koristio stilus communis.

## Kontrolni elementi datuma
Srednjovjekovni komputisti upotrebljavaju neke elemnte pri datiranju koji sami za sebe ne znače neku vremensku jedinicu, nego služe da se pomoći njih provjere osnovni dijelovi datuma, najčešće sama godina. Tih pomoćnih elemenata ime više. Ovdje su indikcija, epakta i konkurenta.

### Indikcija
Indikcija je razdoblje od 15 godina koje je uveo rimski car Konstantin 1. siječnja 313. godine, a dijelilo je dva izvanredna ubiranja poreza, porez se na taj način unaprijed određivao. Kasnije su se počele računati godine. 
Izračun indikcije je sljedeći:
- za tekuću godinu 1076.

```
 prvi način je: (1076+3)/15=71, 
 a ostatak je 14, ostatak u ovom slučaju je tekuća indikcija.
 
 drugi način je: 	(1076-312)/15=50, 
 a ostatak je 14.
```

- Za tekuću godinu 2010.

```
 prvi način: (2010+3)/15=134, 
 a ostatak 3, ostatak u ovom slučaju 3.  je tekuća indikcija.
 
 drugi način: (2010-312)/15=113, 
 a ostatak 3.
```

Postojale su i različite indikcije:
- Indictio Graeca (Byzantina, Constanipolitana)

Grčka indikcija je počinjala 1. rujna. U Njemačkoj se koristila do 832., Održala se u Južnoj Italiji i nekim Dalmatinskim gradovima. tako je 13. indikcija od 1. rujna 864. do 31. kolovoza 865.
- Indictio Bedana (Cesarea, Beda Venerabilis)

Ova indikcija počinje 24. listopada, a upotrebljava se u karolinška kancelarija od 850., kao i u njemačkim biskupskim kancelarijama od 1200. do 1300. godine. Koristila se i u Zadru.
- Indictio Senensis

Sienska indikcija bila je u upotrebi samo u gradu Sieni. Počinjala je 8. listopada.
- Indictio Romana

Rimska indikcija je počinjala 25. prosinca, kasnije kada je početak Nove godine bio 1. siječnja uveden je početak indikcije tog datuma. Osim u Papinskoj državi bila je rasprostranjena i u Dalmaciji i Hrvatskoj, osim u Zadru, a u njemačkim biskupskim kancelarijama poslije 1350.

### Epakta
Epakta (epactae lunares, minores) je broj kojim se opisuje u kojoj je fazi Mjesec na dan prvoga siječnja. 

### Konkurenta
Konkurente (epacta solis, maiores) označavaju koji je dan u tjednu 24. ožujka. Pri tome se dani u tjednu bilježe brojkama od 1 do 7. U našem diplomatičkom materijalu epakte i konkurente se rijetko javljaju, osim toga su uvijek netočno navedene. Ispravno su navedene samo u natpisu kraljice Jelene iz 976. godine. Već u drugoj polovici XII. stoljeća njihova upotreba iščezava.

## Poveznice
- Kronologija (vremenski slijed događanja)
- Kronologija (teorijska)
- Geokronologija

## Vanjske poveznice
- kronologija Hrvatska enciklopedija